# Pacific Tsunami Warning Center
Das Pacific Tsunami Warning Center (PTWC) ist ein Tsunami-Frühwarnsystem, das für die internationale Tsunami-Vorhersage zuständig ist und die Warnung der Bevölkerung im Raum des Pazifik vornehmen soll. Es wird von der staatlichen US-amerikanischen National Oceanic and Atmospheric Administration (NOAA) betrieben.

## Geschichte
Das PTWC entstand als Folge des Erdbebens auf den Aleuten im Jahr 1946, das einen schweren Tsunami auslöste. Dieser forderte 165 Menschenleben auf Hawaii und in Alaska. Daraufhin wurde im Jahr 1949 das PTWC in ʻEwa Beach auf Oʻahu (Hawaii) eingerichtet.

## Arbeitsweise
Über ein verteiltes Netz von Seismometern werden auftretende Beben registriert und die Stärke (siehe Richterskala) sowie die Position des Bebens ermittelt. Wenn sich das Beben nach der Auswertung als Seebeben herausstellt, wird über Messungen der Wellenbewegungen, Änderungen des Meeresspiegels sowie über Druckänderungen ermittelt, ob das Beben einen Tsunami ausgelöst hat (siehe Weblink zu DART). Sollte sich nach der Auswertung der Messdaten die Möglichkeit eines entstandenen Tsunamis ergeben, wird für die gefährdeten Gebiete eine Warnung herausgegeben.